# العلاقات الهندية الجنوب سودانية
العلاقات الهندية الجنوب سودانية هي العلاقات الثنائية التي تجمع بين الهند وجنوب السودان.

## مقارنة بين البلدين
هذه مقارنة عامة ومرجعية للدولتين:
| وجه المقارنة                                              | الهند                       | جنوب السودان                  |
| --------------------------------------------------------- | --------------------------- | ----------------------------- |
| المساحة (كم2)                                             | 3.29 مليون                  | 619.75 ألف                    |
| عدد السكان (نسمة)                                         | 1.35 مليار                  | 12.58 مليون                   |
| الكثافة السكانية (ن./كم²)                                 | 410.33                      | 20.3                          |
| العاصمة                                                   | نيودلهي                     | جوبا                          |
| اللغة الرسمية                                             | اللغة الهندية، لغة إنجليزية | لغة إنجليزية                  |
| العملة                                                    | روبية هندية                 | جنيه جنوب سوداني، جنيه سوداني |
| الناتج المحلي الإجمالي (بليون دولار)                      | 2.60 تريليون                | 2.90 مليار                    |
| الناتج المحلي الإجمالي (تعادل القوة الشرائية) بليون دولار | 8.00 تريليون                | 22.88 مليار                   |
| الناتج المحلي الإجمالي الاسمي للفرد دولار أمريكي          | 1.60 ألف                    | 73                            |
| الناتج المحلي الإجمالي للفرد دولار أمريكي                 | 5.70 ألف                    | 2.02 ألف                      |
| مؤشر التنمية البشرية                                      | 0.609                       | 0.467                         |
| رمز المكالمات الدولي                                      | +91                         | +211                          |
| رمز الإنترنت                                              | .in، .भारत ‏، .بھارت ‏،        | .ss                           |
| المنطقة الزمنية                                           | ت ع م+05:30، توقيت الهند    | ت ع م+03:00                   |

## منظمات دولية مشتركة
يشترك البلدان في عضوية مجموعة من المنظمات الدولية، منها:
| علم المنظمة | اسم المنظمة                        | تاريخ انضمام الهند | تاريخ انضمام جنوب السودان |
| ----------- | ---------------------------------- | ------------------ | ------------------------- |
|             | يونسكو                             | 4 نوفمبر 1946      | 27 أكتوبر 2011            |
|             | مؤسسة التمويل الدولية              | 20 يوليو 1956      | 18 أبريل 2012             |
|             | مؤسسة التنمية الدولية              | 24 سبتمبر 1960     | 18 أبريل 2012             |
|             | وكالة ضمان الاستثمار متعدد الأطراف | 6 يناير 1994       | 18 أبريل 2012             |
|             | الاتحاد البريدي العالمي            | ?                  | ?                         |
|             | منظمة الشرطة الجنائية الدولية      | ?                  | ?                         |
|             | الأمم المتحدة                      | 30 أكتوبر 1945     | 14 يوليو 2011             |
|             | الاتحاد الدولي للاتصالات           | 1869               | 3 أكتوبر 2011             |
|             | البنك الدولي للإنشاء والتعمير      | 27 ديسمبر 1945     | 18 أبريل 2012             |
|             | البنك الإفريقي للتنمية             | ?                  | ?                         |

## وصلات خارجية
- موقع وزارة الخارجية الهندية
- موقع وزارة الخارجية الجنوب سودانية